# صفحه آناتولی
صفحه (فلات) آناتولی (انگلیسی: Anatolian Plate) یا صفحه ترکیه یک صفحه زمین‌ساختی قاره‌ای که بیشتر مساحت شبه‌جزیره آناتولی (آسیای کوچک) و کشور ترکیه را می‌پوشاند.
در سمت شرق این صفحه گسل ترادیسی آناتولی شرقی مرز میان این صفحه و صفحه عربستان را تشکیل داده است. مرز صفحه آناتولی با صفحه آفریقا در جنوب و جنوب غرب نیز به‌صورت یک مرز همگرا است که این همگرایی در فشردگی عوارض موجود در پوسته اقیانوسی در زیر دریای مدیترانه و پوسته قاره‌ای آناتولی و همچنین منطقه فرورانش موجود در امتداد کمان هلنیک و کمان قبرس آشکار است.